# Campionati mondiali di pentathlon moderno 2002
I campionati mondiali di pentathlon moderno 2002 si sono svolti a San Francisco, in Stati Uniti d'America, dove si sono disputate le gare maschili e femminili, individuali ed a squadre.

## Risultati

### Maschili
| Evento              | Oro                                                        | Argento                                                           | Bronzo                                                            |
| Individuale         | Michal Sedlecký                                            | Erik Johansson                                                    | Eric Walther                                                      |
| A squadre           | Ungheria Viktor Horváth Sándor Fülep Gábor Balogh          | Rep. Ceca Michal Michalík Michal Sedlecký Libor Capalini          | Lituania Edvinas Krungolcas Tadas Žemaitis Andrejus Zadneprovskis |
| Staffetta a squadre | Germania Eric Walther Sebastian Dietz Carsten Niederberger | Lituania Andrejus Zadneprovskis Edvinas Krungolcas Tadas Žemaitis | Polonia Maciej Bogucki Marcin Horbacz Andrzej Stefanek            |

### Femminili
| Evento              | Oro                                                              | Argento                                                  | Bronzo                                                         |
| Individuale         | Bea Simóka                                                       | Zsuzsanna Vörös                                          | Georgina Harland                                               |
| A squadre           | Ungheria Bea Simóka Zsuzsanna Vörös Csilla Füri                  | Italia Claudia Corsini Federica Foghetti Claudia Cerutti | Russia Tat'jana Muratova Evdokija Grečišnikova Marina Kolonina |
| Staffetta a squadre | Rep. Ceca Lucie Grolichová Alexandra Kalinovská Olga Voženílková | Italia Claudia Cerutti Claudia Corsini Sara Bertoli      | Ungheria Zsuzsanna Vörös Vivien Máthé Bea Simóka               |

## Medagliere
| Posizione | Paese       |   |   |   | Totale |
| --------- | ----------- | - | - | - | ------ |
| 1         | Ungheria    | 3 | 1 | 1 | 5      |
| 2         | Rep. Ceca   | 2 | 1 | 0 | 3      |
| 3         | Germania    | 1 | 0 | 1 | 2      |
| 4         | Italia      | 0 | 2 | 0 | 2      |
| 5         | Lituania    | 0 | 1 | 1 | 2      |
| 6         | Svezia      | 0 | 1 | 0 | 1      |
| 7         | Regno Unito | 0 | 0 | 1 | 1      |
| 7         | Polonia     | 0 | 0 | 1 | 1      |
| 7         | Russia      | 0 | 0 | 1 | 1      |
| Totale    | Totale      | 6 | 6 | 6 | 18     |